# Rzepnowo
Rzepnowo (niem. Repenow) – wieś w Polsce położona w województwie zachodniopomorskim, w powiecie pyrzyckim, w gminie Pyrzyce.
W latach 1975–1998 miejscowość administracyjnie należała do województwa szczecińskiego.